# ألبرت فريمان أفريكانوس كينغ
ألبرت فريمان أفريكانوس كينغ (بالإنجليزية: Albert Freeman Africanus King)‏ (18 يناير 1841 - 13 ديسمبر 1914) طبيب أمريكي من أصل إنجليزي شهد اغتيال أبراهام لينكولن في 14 أبريل 1865. كان طبيبًا متفرجًا تم الضغط عليه في الخدمة أثناء الاغتيال. وكان واحدا من عدد قليل من الأطباء الذين خدموا في كل من جيش الولايات الكونفدرالية وجيش الولايات المتحدة أثناء الحرب الأهلية الأمريكية. وبالإضافة إلى ذلك، كان كينغ أحد أقدم من أشار إلى العلاقة بين البعوض والملاريا.

## النشأة
في 18 يناير 1841، ولد كينغ في أمبروسدن، وهي قرية بالقرب من بيسستر في منطقة شيرويل في شمال شرق أوكسفوردشاير في إنجلترا. كان أصغر ثلاثة أطفال من إدوارد كينغ ولويزا فريمان. كانت أخته ستيلا لويزا إليزابيث كينغ (مواليد 1838) وكان شقيقه كلوديوس إدوارد ريتشارد كينغ (مواليد 1839). كان والده طبيبًا مهتمًا باستعمار إفريقيا. تم تسميته أفريكانوس «بسبب إعجاب والده» لتلك القارة.. التحق بمدرسة مالي ومدرسة بيسستر أبرشية.
غادرت عائلته ليفربول في 26 أغسطس 1854 للهجرة إلى الولايات المتحدة. وصلوا إلى جيرسي سيتي، نيو جيرسي، في 7 سبتمبر 1854 (لكن بعض السجلات تشير إلى 1851) واستقروا لأول مرة في الإسكندرية، فرجينيا. في عام 1855، انتقلوا إلى جسور بشي، مقاطعة الأمير ويليام.

## التعليم والوظيفة المبكرة
حصل كينغ على درجة (دكتور في الطب) من الكلية الطبية الوطنية في الجامعة الكولومبية (الآن كلية الطب بجامعة جورج واشنطن) في عام 1861 في سن العشرين. في نوفمبر أصبح جراحًا مساعدًا بالوكالة للرائد جيه دبليو إل دانيال من فرقة المشاة الخامسة عشر، جيش الولايات الكونفدرالية، وجامعة بنسلفانيا. في عام 1864، تم تعيينه جراحًا مساعدًا بالوكالة في الجيش الأمريكي، وعمل في مستشفى لينكولن، واشنطن العاصمة. في عام 1865، أصبح محاضرًا في علم السموم في الكلية الطبية الوطنية بجامعة كولومبيا، وحصل أيضًا على شهادة الدكتوراه الثانية من جامعة بنسلفانيا.

## اغتيال لينكولن
خلال الحرب الأهلية الأمريكية، كان كينغ في واشنطن العاصمة. في 14 أبريل 1865 كان في الحضور في مسرح فورد عندما أطلق جون ويلكس بوث النار على الرئيس أبراهام لينكولن. ساعد في حمل الرئيس المحتضر إلى منزل عبر الشارع. يقترح البعض أن كينغ كان أول طبيب يصل إلى لينكولن ولكن حسابات الأطباء الآخرين الحاضرين، الدكتور تشارلز أوغست ليلي والدكتور تشارلز سابين تافت، تشير إلى أن كينغ كان الثاني أو الثالث.

## الحياة اللاحقة
في عام 1871، أصبح كينغ أستاذًا في طب التوليد في كل من كلية الطب بجامعة فيرمونت ومستشفى بروفيدنس في واشنطن العاصمة وفي جامعة فيرمونت.. من عام 1879 إلى عام 1894 كان عميد كلية الطب الوطنية، قسم الطب، في كلية الطب الوطنية في الجامعة الكولومبية.

## نظرية البعوض والملاريا
في عام 1882، اقترح كينغ طريقة للقضاء على الملاريا من واشنطن العاصمة. كانت طريقته هي تطويق المدينة بشبكة سلكية عالية مثل نصب واشنطن. اعتبر الكثير من الناس ذلك على سبيل الدعابة، ويرجع ذلك جزئياً إلى أن العلاقة بين الملاريا والبعوض قد افترض في ذلك الوقت عدد قليل من الأطباء. لم يكن حتى عام 1898 أن رونالد روس أثبت أن البعوض كان ناقلًا للملاريا (فاز بجائزة نوبل للاكتشاف بعد أربع سنوات فقط). كان كنغ، على الرغم من كونه غير عملي، على المسار الصحيح لمكافحة الملاريا، قبل وقت طويل من بقية مهنة الطب.

## التكريم
تم انتخاب كينج رئيسًا لجمعية واشنطن الطبية عام 1883، ومرة أخرى عام 1903. في عام 1883 منحته جامعة فيرمونت درجة الماجستير الفخرية. من 1885 إلى 1887 كان رئيسًا لجمعية التوليد وأمراض النساء بواشنطن. حصل على درجة دكتور في الحقوق من جامعة فيرمونت في عام 1894. وكان زميلًا في جمعية أمراض النساء البريطانية والجمعية الأمريكية لأمراض النساء والجمعية الأمريكية لتقدم العلوم. كان طبيبًا استشاريًا في مستشفى الأطفال في واشنطن العاصمة. تم انتخابه عضوًا في أكاديمية واشنطن للعلوم، وعضوًا مشاركًا في معهد فيكتوريا، أو الجمعية الفلسفية لبريطانيا العظمى.

## الحياة الشخصية والموت
تزوج كينغ من إلين أموري ديكستر من بوسطن في 17 أكتوبر 1894. ولديهما ابنتان، لويزا فريمان وسارة فنسنت. توفيت زوجته عام 1935. توفي كينغ في واشنطن العاصمة بسبب ضعف الشيخوخة، ودفن في مقبرة روك كريك.